# Jelrtva

Jelrtva de la reina Tamar de Georgia.

Jelrtva (en georgiano: ხელრთვა) - monograma, sello o firma caligráfica georgiana originalmente utilizada por los monarcas georgianos, consortes de la reina, patriarcas y otros miembros de la realeza y nobleza.
La palabra "jelrtva" significa literalmente decorar, adornar, o embellecer con la mano en idioma georgiano, "jeli" significa una mano y "rtva" que significa decorar o adornar.